# Kruisdraging (iconografie)

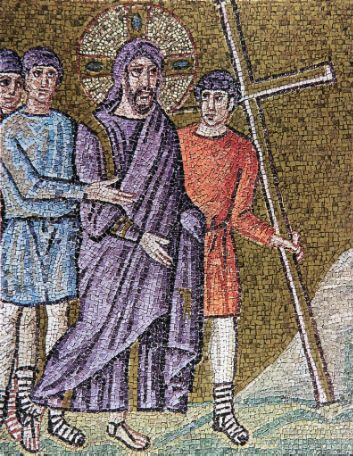
Mozaïek in de Basiliek van Sant'Apollinare Nuovo in Ravenna, 6e eeuw, Christus wordt naar Golgotha gebracht.

De Kruisdraging is een thema uit de christelijke iconografie die de passie van Christus afbeeldt. Ze toont Christus die zijn kruis draagt en op weg is naar Golgotha waar hij zal gekruisigd worden samen met twee veroordeelde moordenaars. Het iconografisch thema ontstaat in het midden van de vierde eeuw in Constantinopel De kruisdraging wordt beschreven in de vier evangeliën: Matteüs 27:31-33; Marcus 15:20-22; Lucas 23:26-32 en Johannes 19:16-18. De weg die Christus met zijn kruis zou hebben afgelegd wordt beschreven als de Via Dolorosa of lijdensweg. In de rooms-katholieke liturgie wordt de kruisdraging herdacht in een aantal staties van de kruisweg. Latere thema's zoals die van het doek van Veronica en de drie maal dat Christus valt onder het kruis, werden niet beschreven in de evangeliën en duiken voor het eerst op in de kunst in de late middeleeuwen.

## Iconografie

### Vroege iconografie
In de vroege iconografie, voor de 13e eeuw, zien we dikwijls dat het kruis gedragen wordt door Simon van Cyrene zoals het eigenlijk beschreven werd in de evangeliën van Matteüs, Marcus en Lucas. Deze iconografie was afkomstig uit Byzantium en werd in Italië gebruikt tot in de 15e eeuw. Jezus wordt afgebeeld met samengebonden handen en wordt door een soldaat die het touw vasthoudt weggeleid; Simon van Cyrene draagt het kruis. In deze vroege werken is het kruis trouwens best draagbaar en zien we geen gepijnigde Christus, bijvoorbeeld de doornenkroon ontbreekt. Deze iconografie stemt goed overeen met die van de Christus triumphans die voor geschilderde crucifixen werd gebruikt. Er zijn evenwel uitzonderingen op deze regel: de Maskell-passie ivoortabletten uit de 5e eeuw, bewaard in het British Museum, tonen een kruisdraging waar Christus zelf het kruis draagt. Ook in het Evangeliarium van St. Augustinus uit de 6e eeuw, zien we Christus het kruis dragen met Simon. In al deze vroege werken wordt het kruis steeds gedragen met de lange balk naar voren en de dwarsbalk van links naar rechts omhoogwijzend achter de schouders.

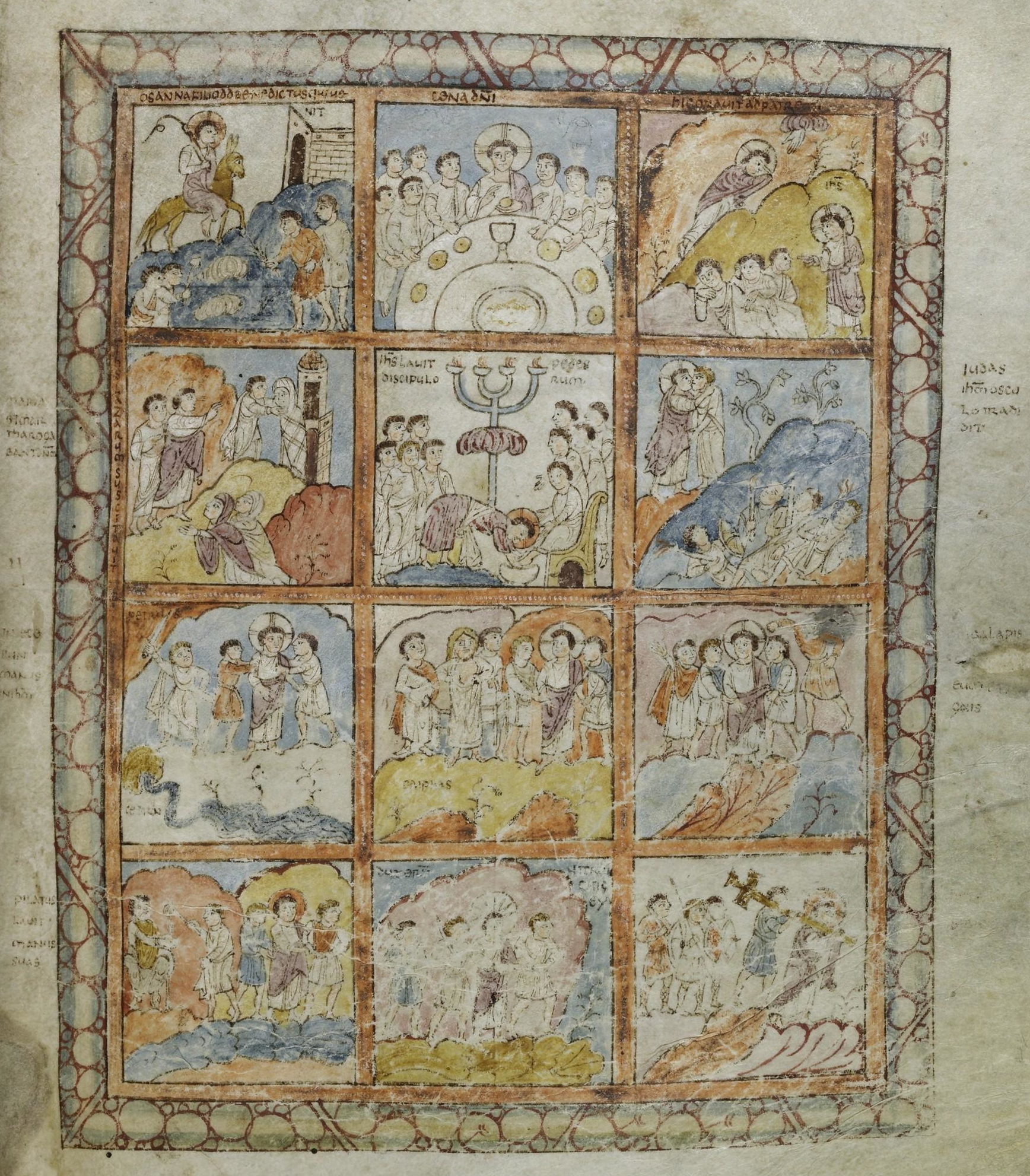
Evangeliarium van St. Augustinus, 6e eeuw
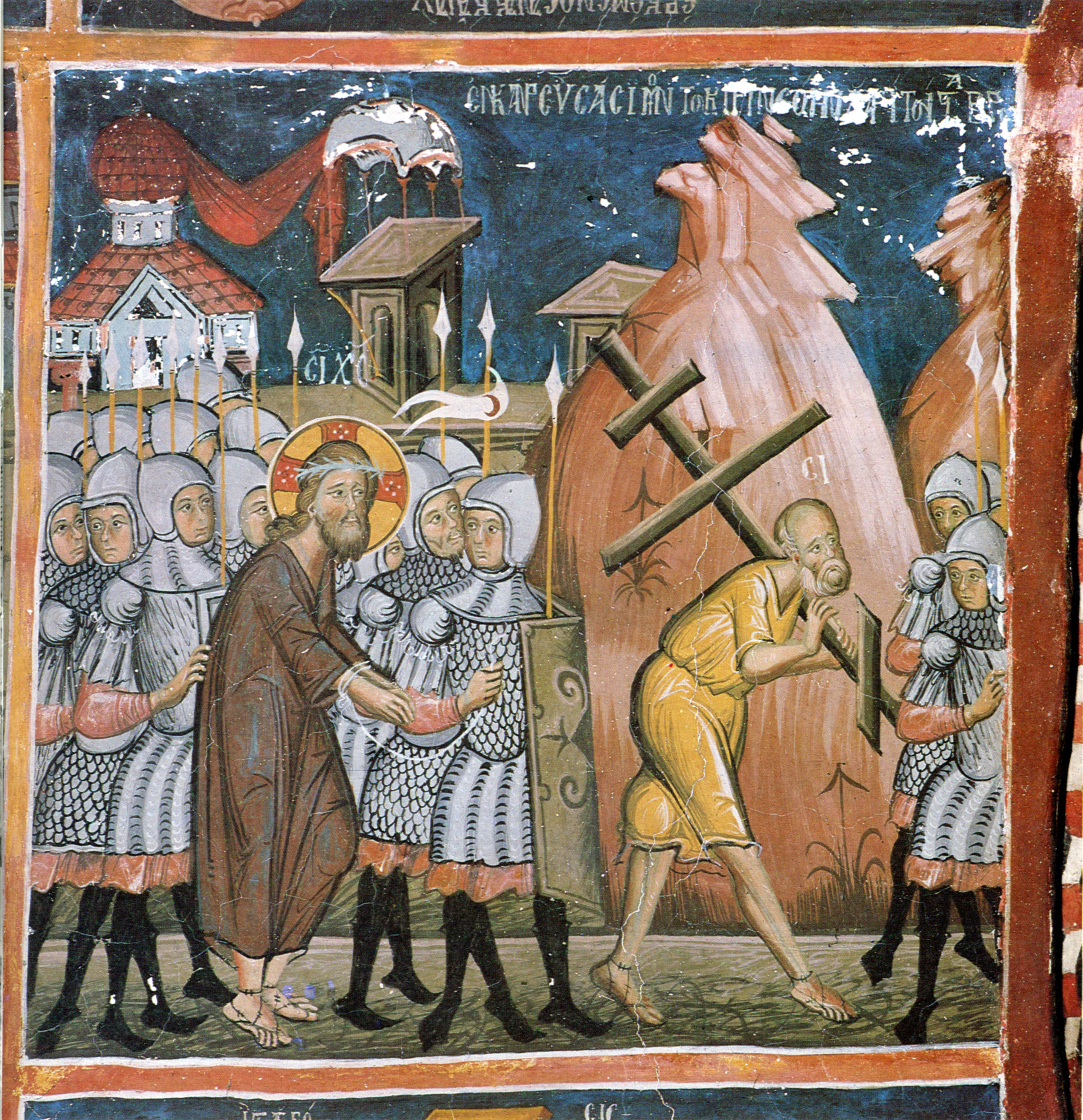
Fresco uit de 11e eeuw in het Lampadistis Klooster, Kalopanagiotis, Cyprus
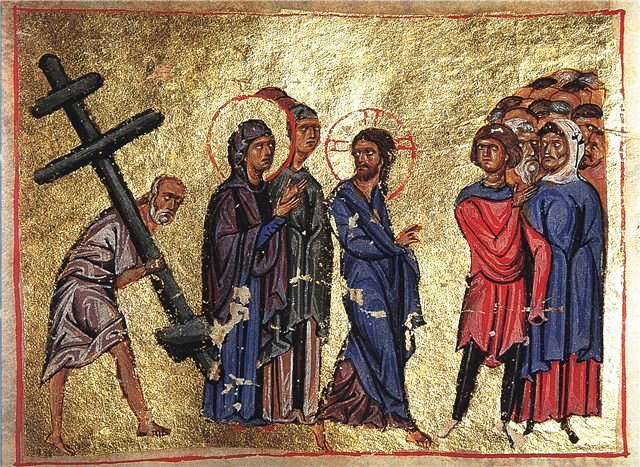
Miniatuur uit de Gelatti evangeliën, Tbilisi, Georgië, 12e eeuw
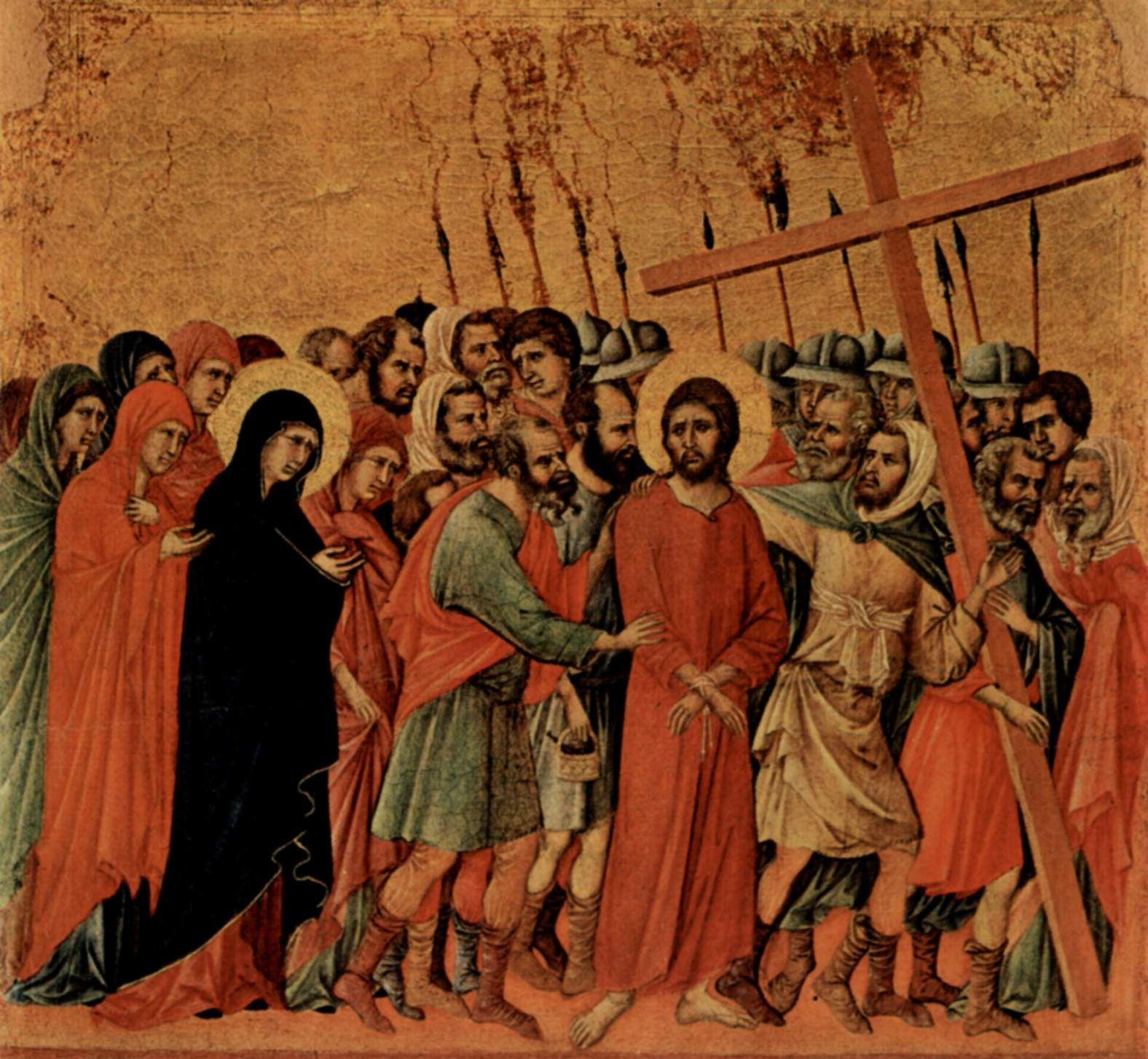
Duccio di Buoninsegna, 1308-1311
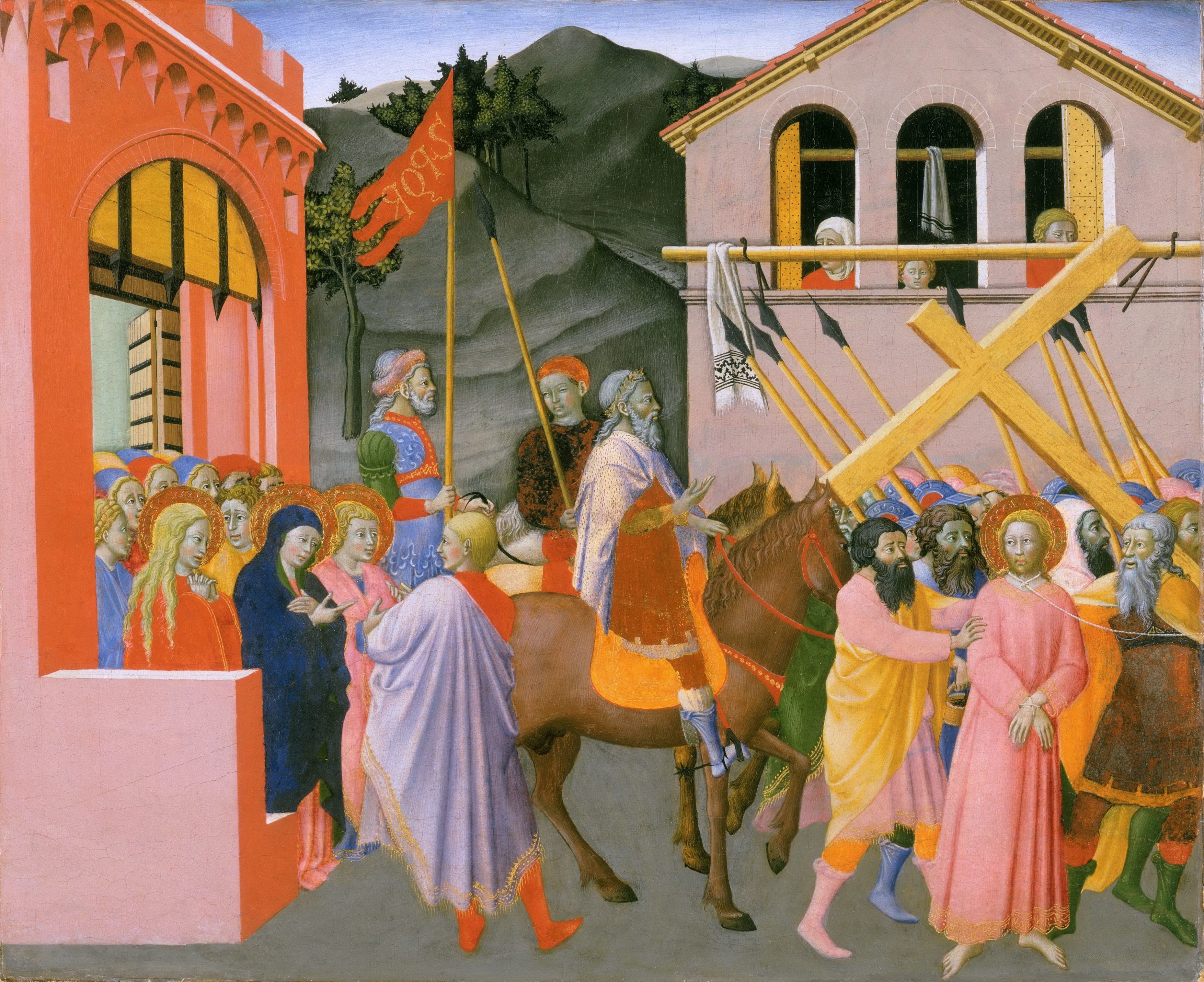
Maestro dell'osservanza, 1440 -1444

### Late middeleeuwen
Alleen in het evangelie van Johannes staat beschreven dat Christus zelf zijn kruis droeg. Deze versie wint vanaf de Romaanse periode (12e eeuw) in het westen steeds meer aanhangers. Eerst zien we nog afbeeldingen van Christus die het kruis draagt, daarbij geholpen door Simon. Het is nog altijd geen zwaar lijdende Christus die wordt afgebeeld. Later zien we de iconografie evolueren naar een beeld met een zwaar beproefde Christus die zich voortsleept onder een loodzwaar kruis. Dezelfde evolutie vindt men terug in de geschilderde crucifixen waarin vanaf de 13e eeuw het beeld van de Christus patiens opgang maakt.

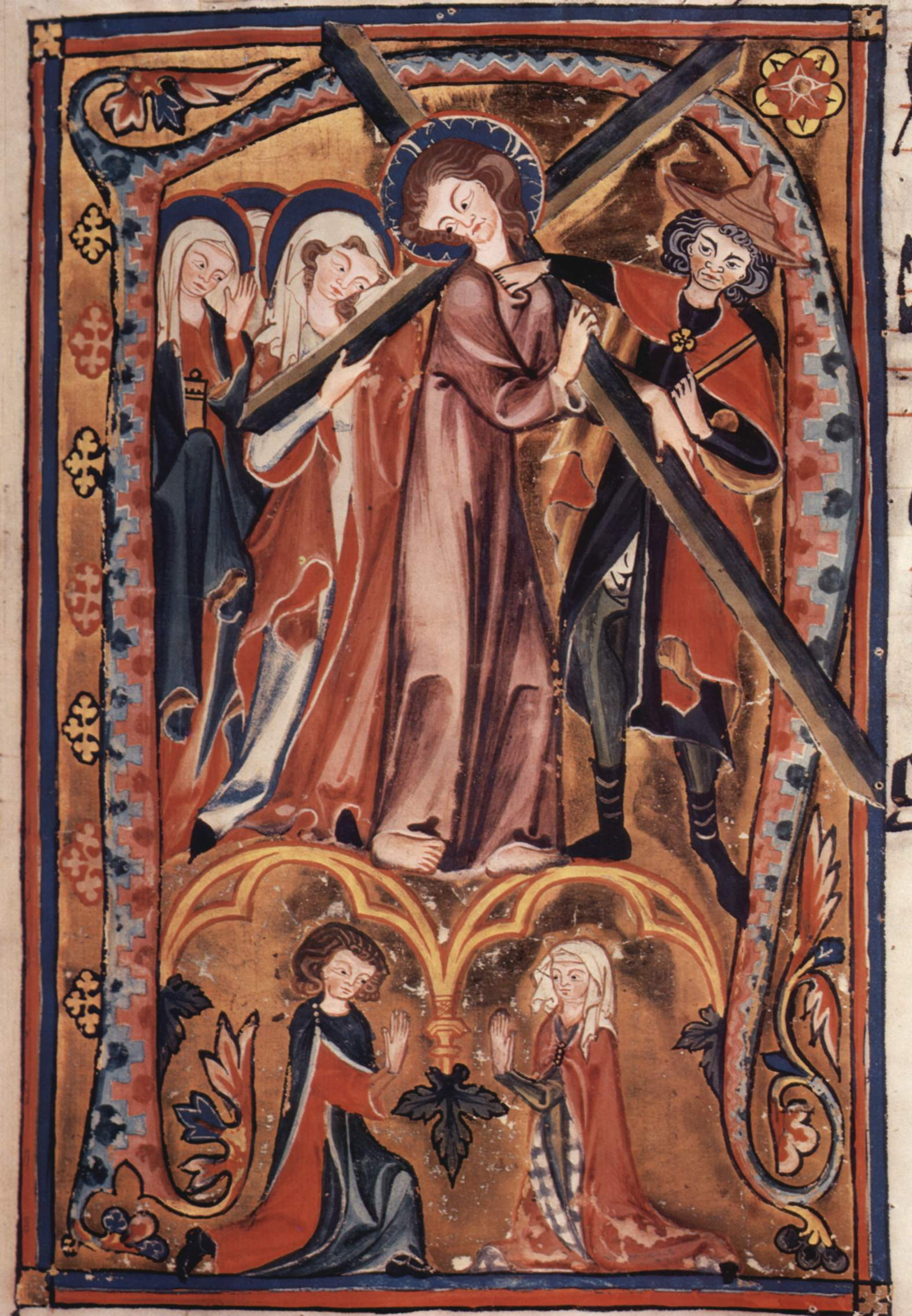
Meester van het Graduale van St. Katharinental, 1312
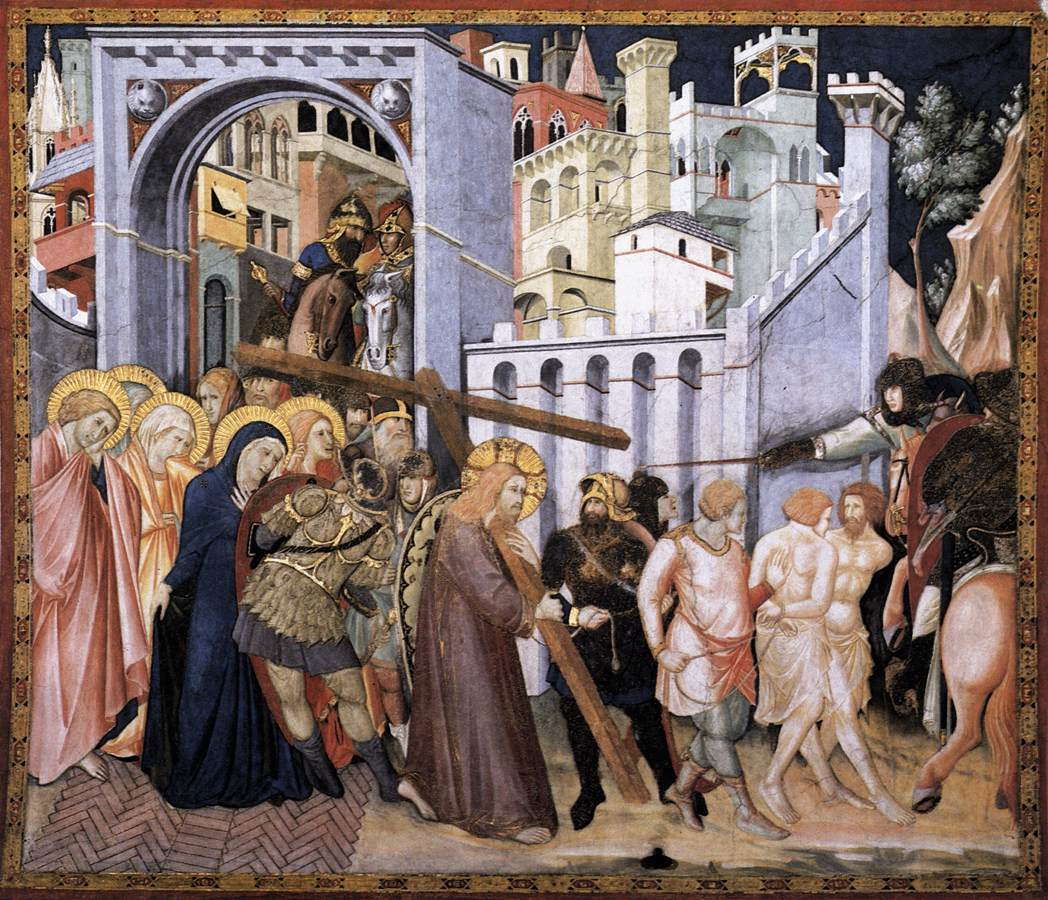
Fresco van Pietro Lorenzetti, ca. 1320, Sint-Franciscusbasiliek (Assisi), benedenkerk
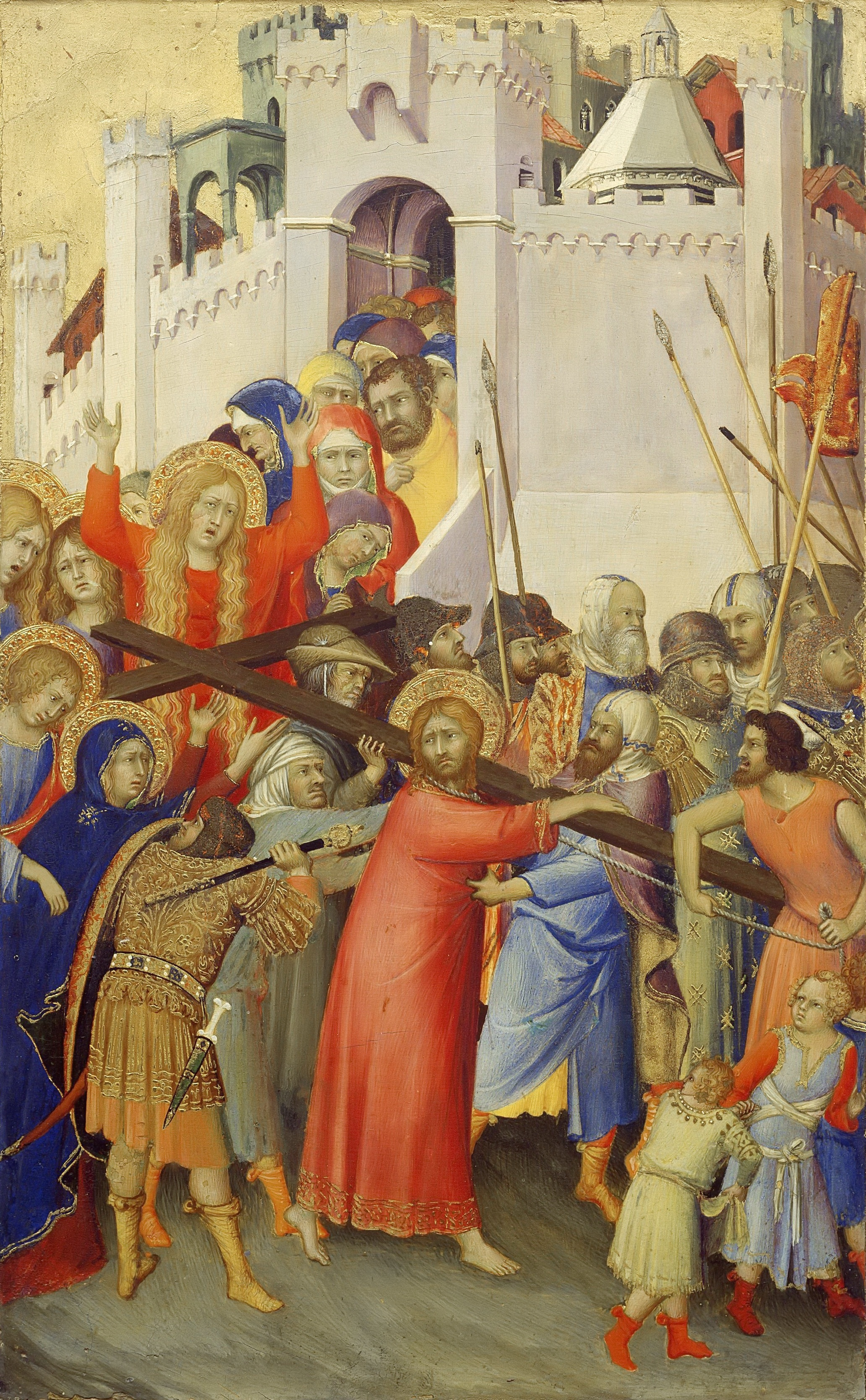
Simone Martini, ca. 1333
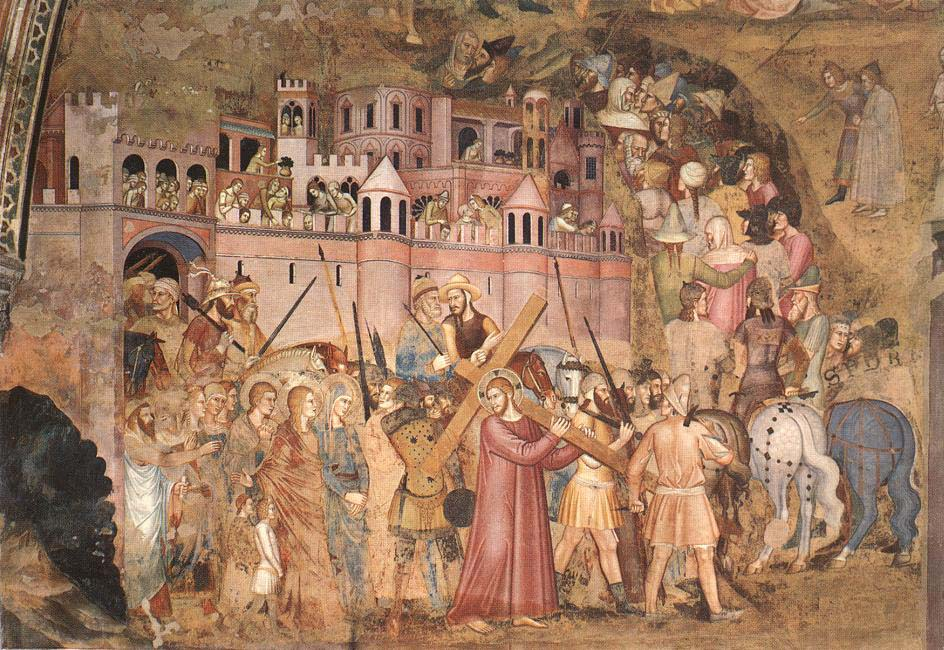
Andrea di Bonaiuto, fresco, 1365-1368
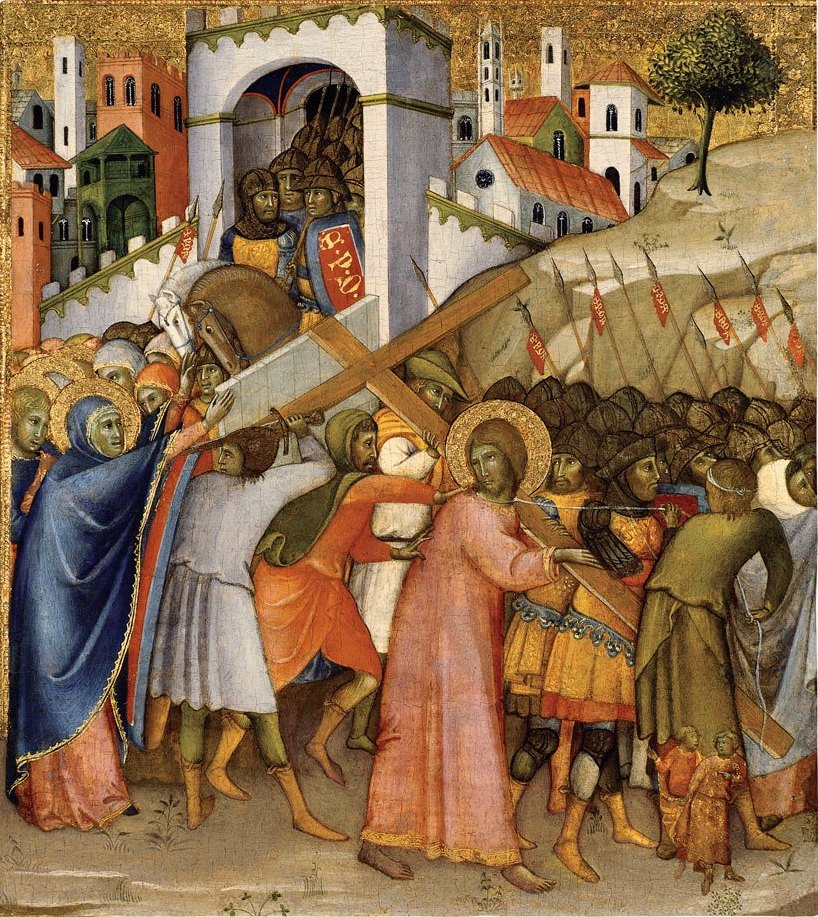
Andreo di Bartolo, ca. 1400
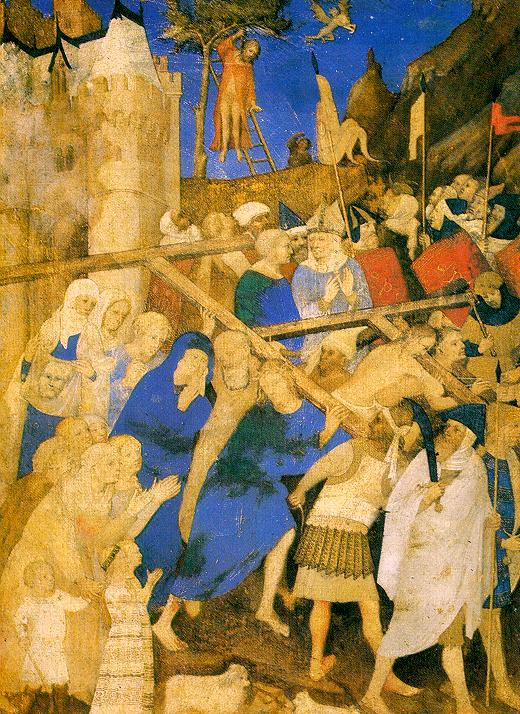
Jacquemart de Hesdin, voor 1409
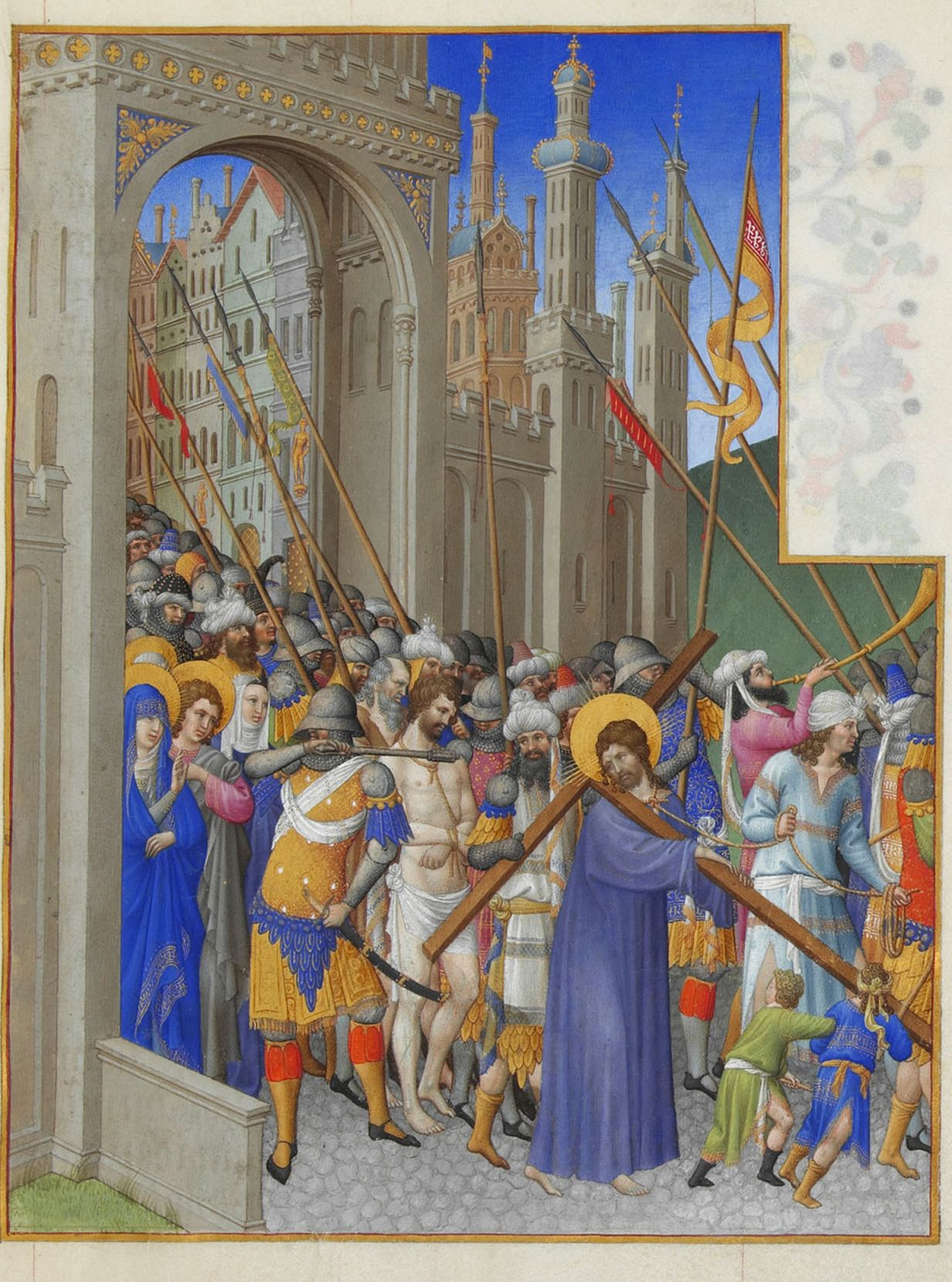
Gebroeders Van Limburg, ca. 1410-1411
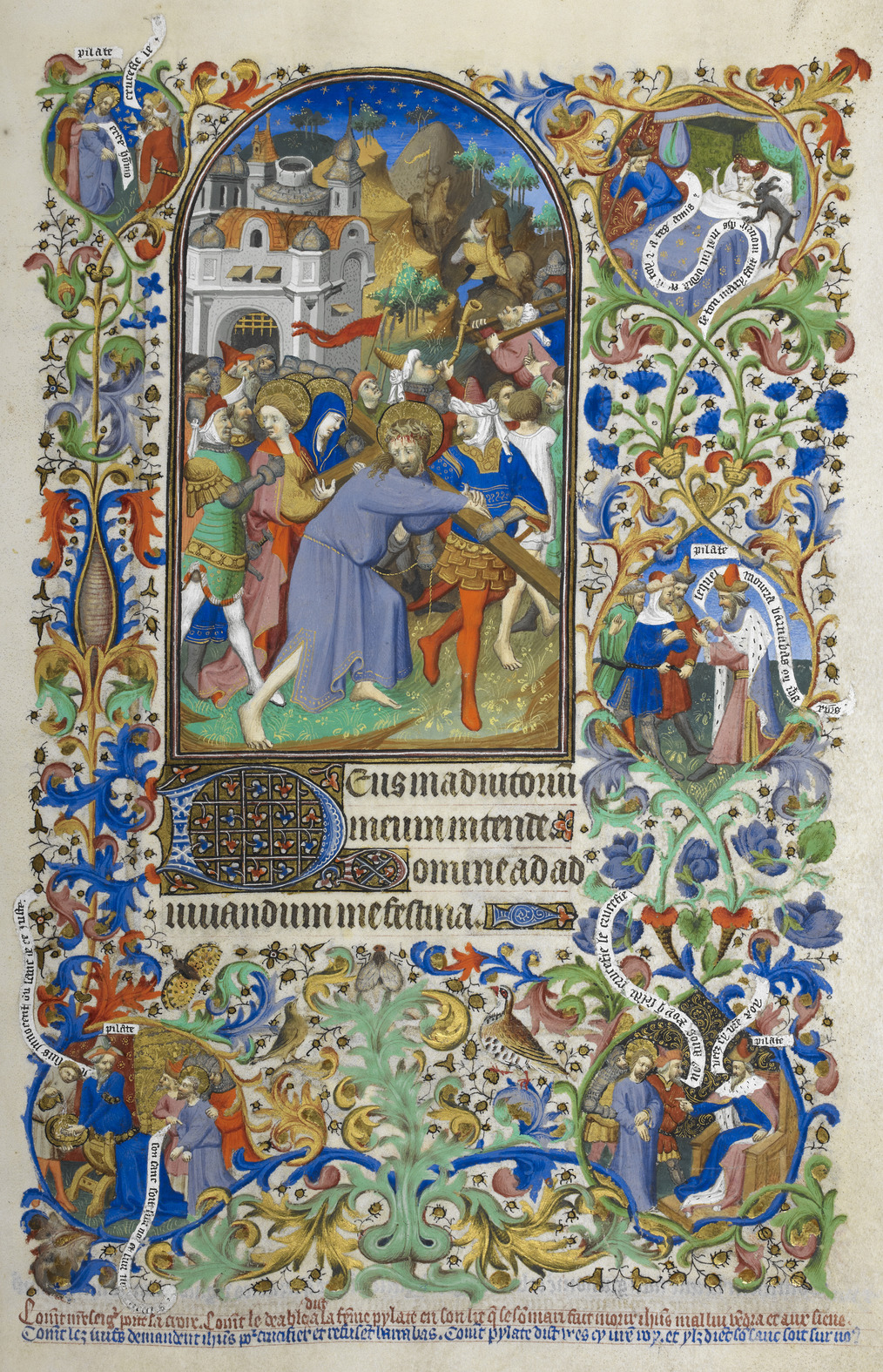
Bedford-meester, 1414-1423
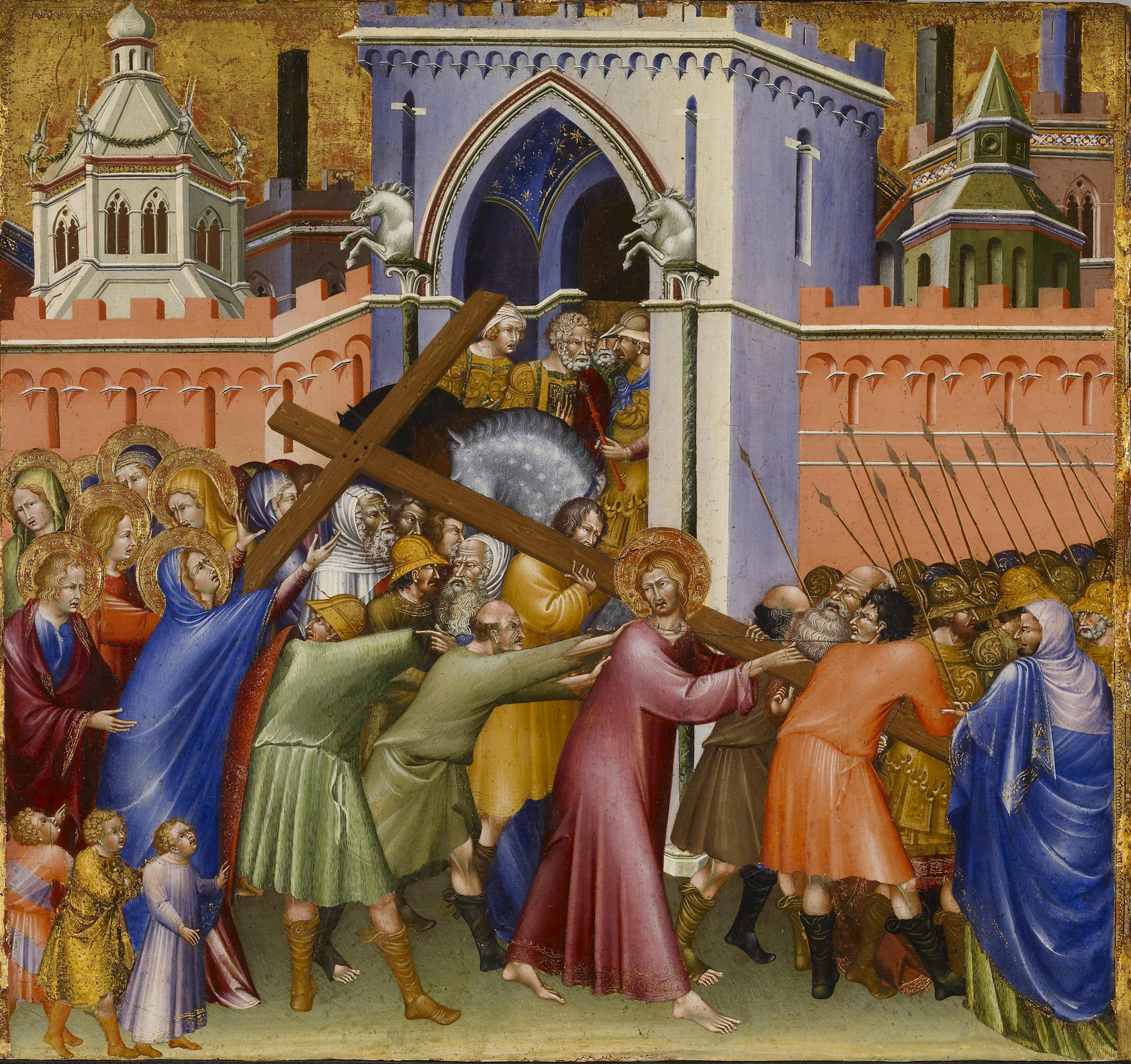
Giovanni di Paolo, ca.1426

### Vijftiende eeuw
Omstreeks het begin van de vijftiende eeuw wordt de iconografie nogmaals grondig gewijzigd door de positie van het kruis te veranderen. Christus draagt het kruis nu met de lange balk naar achteren en de dwarsbalk vooraan opzijn schouder. Het kruis is massief en zwaar geworden. Deze nieuwe iconografie ontstaat ten noorden van de Alpen. De eerste voorbeelden hiervan vindt men in de miniatuurkunst onder meer bij de Boucicaut-meester. In de oude iconografie werd het kruis gedragen als een standaard, een vlag of een wapen, met de nieuwe iconografie wordt het kruis een zware last.
In de latere werken wordt ook de menigte die Christus vergezeld op zijn tocht naar Golgotha groter en groter en tegen de tijd van Bruegel is de tocht naar Golgotha een massaspektakel geworden.

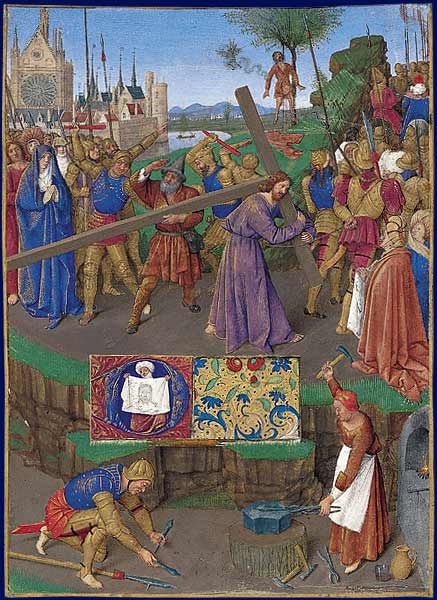
Jean Fouquet, miniatuur, 1452-1460
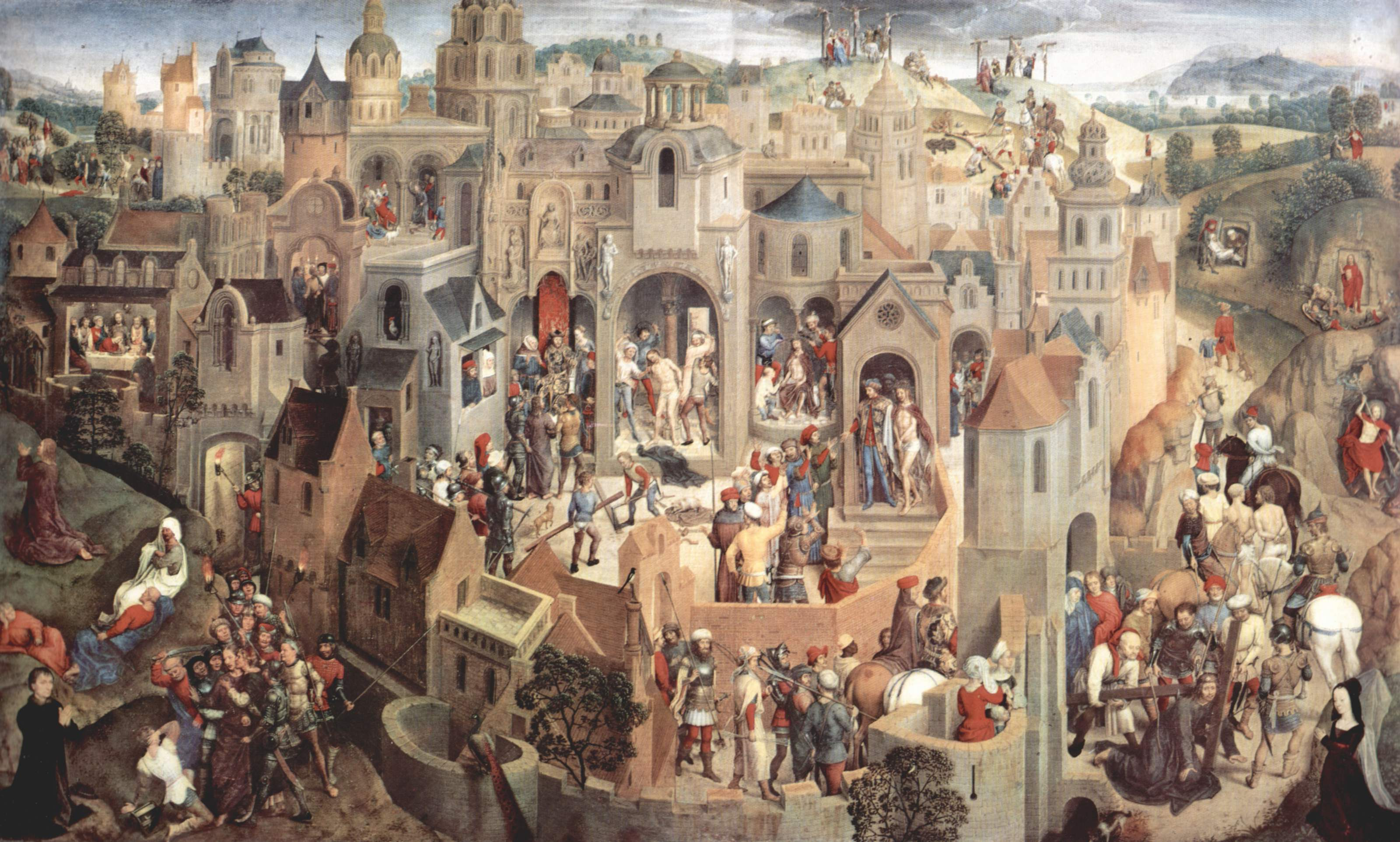
Hans Memling, ca. 1471
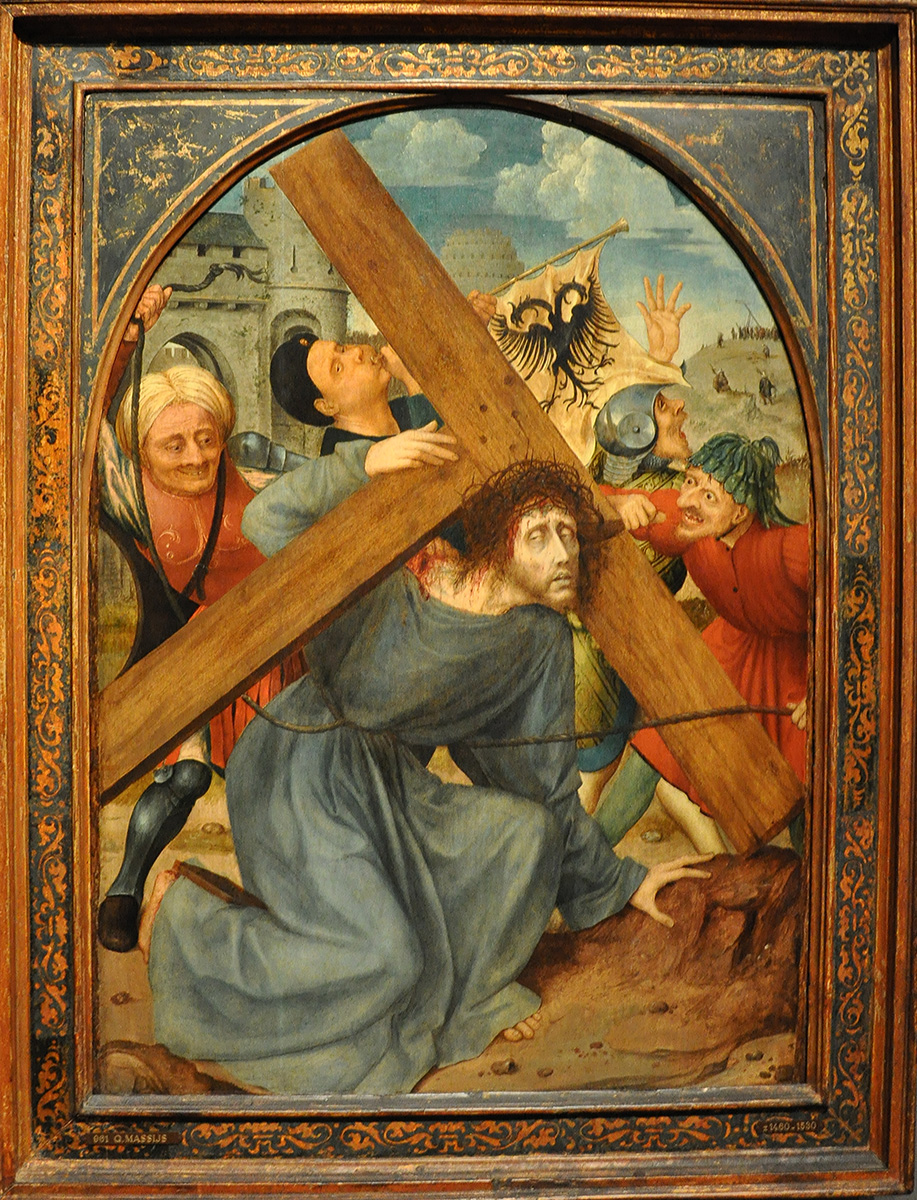
Quinten Massijs, 1510-1516
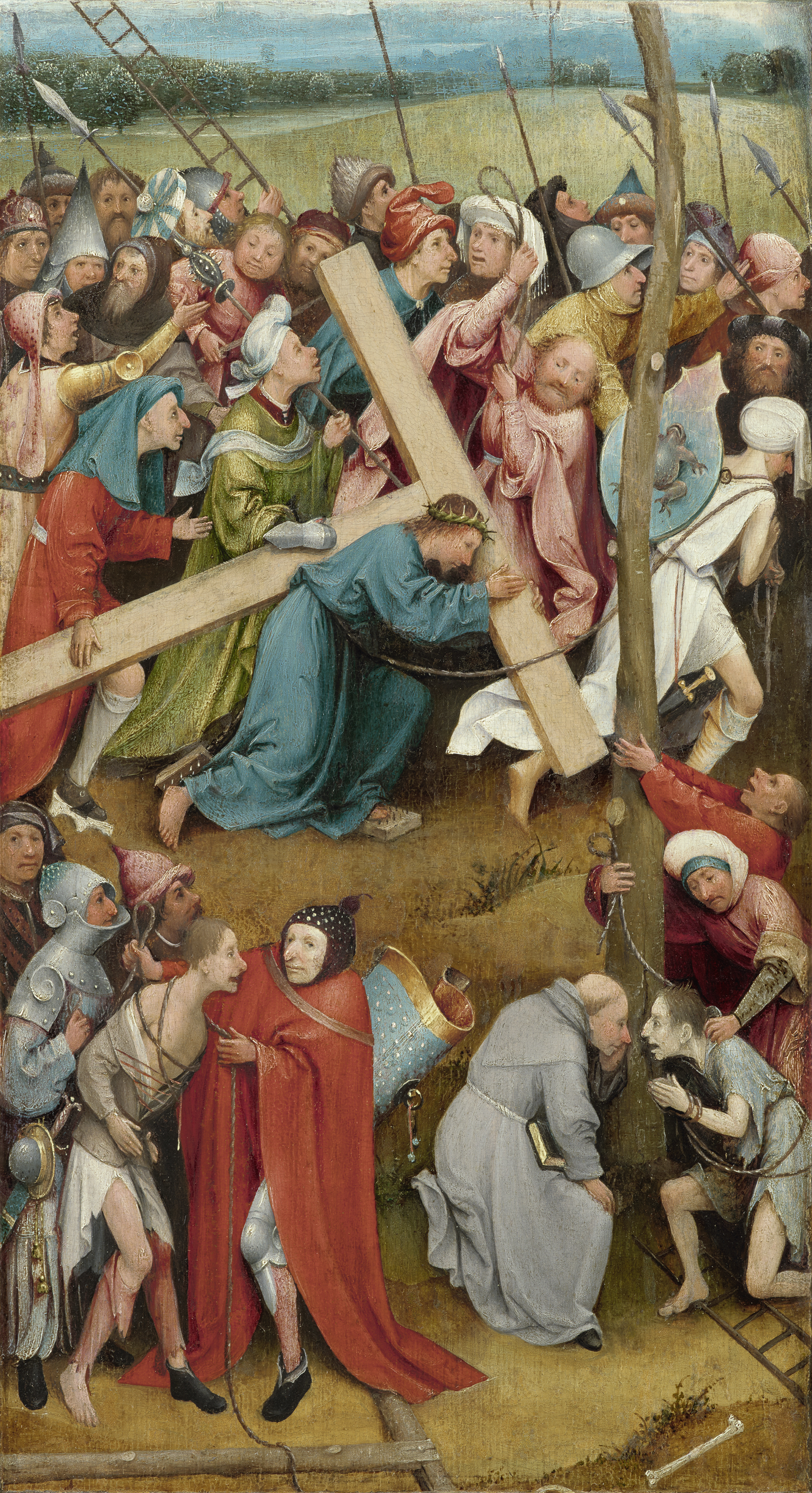
Jheronimus Bosch, ca. 1500
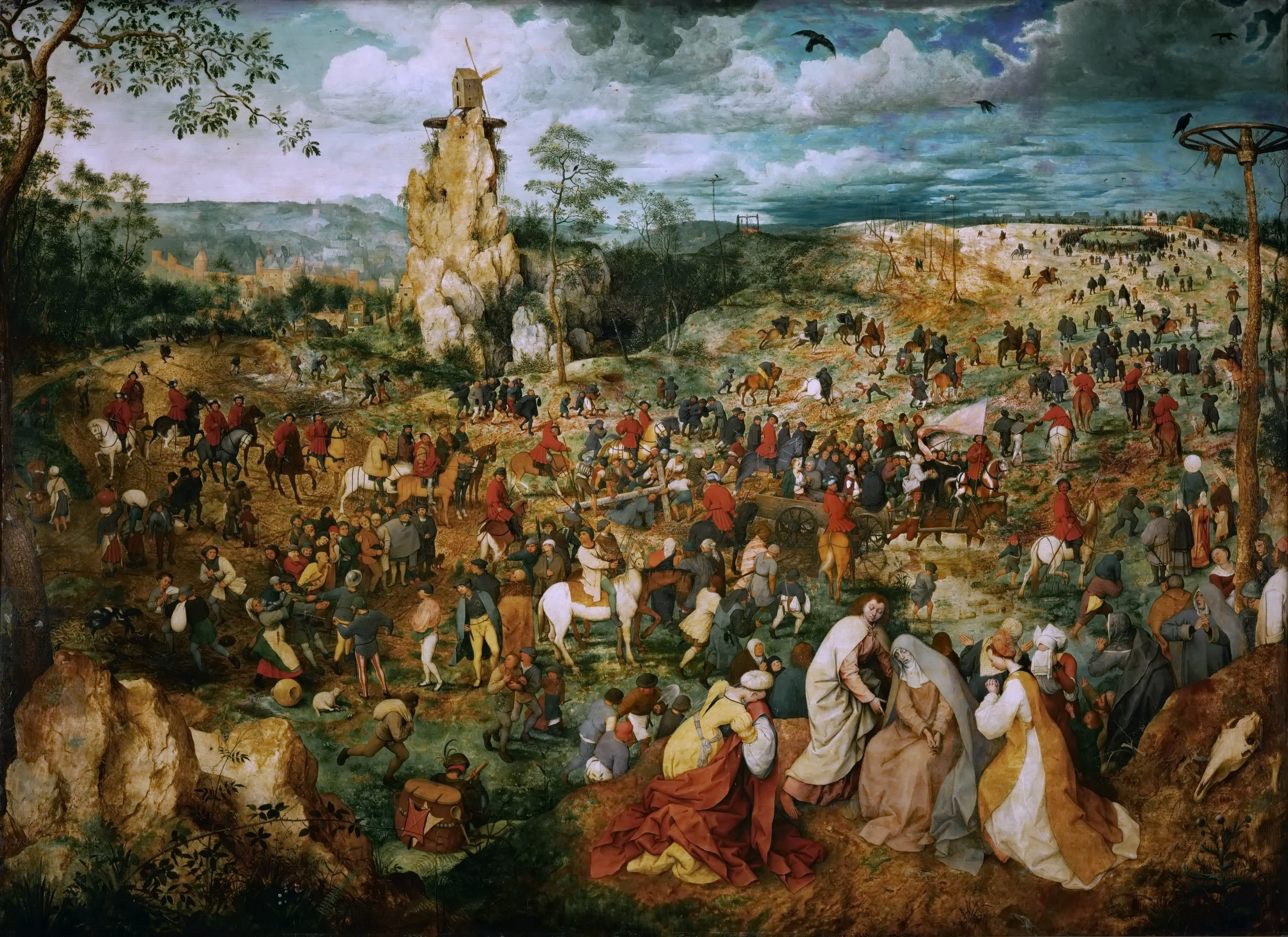
Pieter Bruegel de Oude, 1564
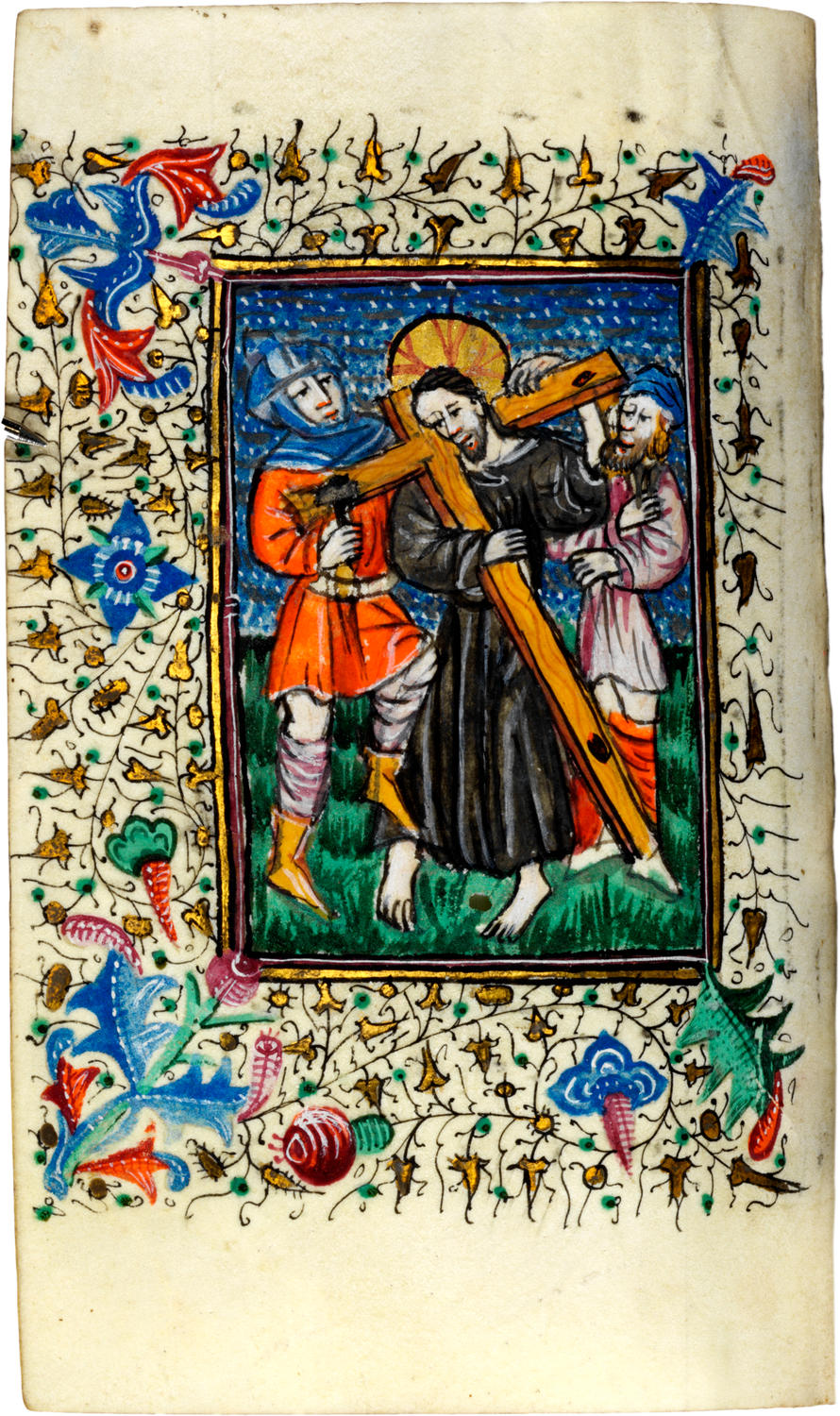
Verluchting met kruisdraging uit het Getijdenboek van Reynegom (coll. Koning Boudewijnstichting)